# 東成岩站

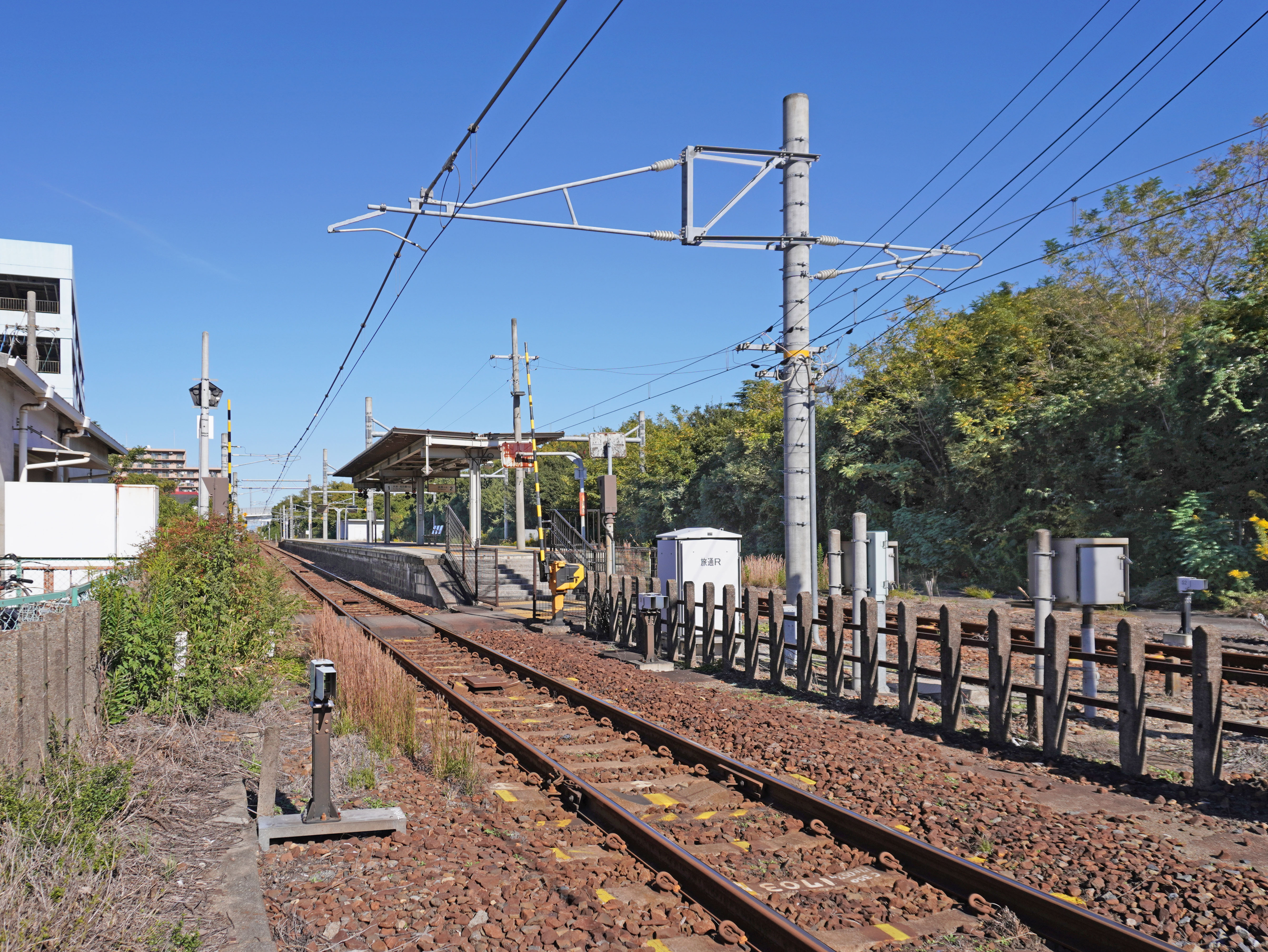
月台(2022年11月

東成岩站（日语：／ Higashi-Narawa eki */?）是位於愛知縣半田市旭町三丁目，東海旅客鐵道（JR東海）武豐線和衣浦臨海鐵道半田線的車站。

## 概要
此站是武豐線的中途站之一，同時是衣浦臨海鐵道半田線的起點車站，從此站延伸至半田市內的半田埠頭站。當中半田線是一條貨物鐵路線。JR東海是武豐線的第一種鐵道事業者，而日本貨物鐵道（JR貨物）是該線的第二種鐵道事業者，站內設施由JR東海擁有，站內沒有屬於JR貨物的設施。
此站在1933年（昭和8年）啟用。當初為武豐線的單獨車站，在1975年（昭和50年）半田線才開通也在此處設站。

## 歷史
東成岩站是在1886年（明治19年）武豐線開通40年後，於1933年（昭和8年）12月才啟用。在1930年代前期，為了與當時開通知多鐵道（現時：名鐵河和線）進行競爭，因此武豐線開始使用柴油列車行走，同時增加了列車班次（1933年8月實施），而此站也是其中一個對抗知多鐵道的措施。
在車站啟用初期，此站是純旅客車站。在1945年（昭和19年）開始起卸貨物和行李。但是與其他武豐線車站同樣，於1975年（昭和50年）終止貨物，這是由於當年衣浦臨海鴝道半田線開通，自從再次變回啟用當初，車站成為一座純旅客車站。

### 年表
- 1933年12月7日：國有鐵道武豐線半田至武豐之間開通，此站啟用。當時為旅客車站[2][3]。

- 當時，乘客於此站只可來往武豐線所有車站、東海道本線岡崎至岐阜之間各站、濱松站、豐橋站、蒲郡站，關西本線桑名站和四日市站。

- 1939年7月21日：限制放寬，中央本線大曾根站、千種站和鶴舞站的旅客可來往此站[3]。
- 1945年5月1日：開設貨物起卸業務[3]。同月新設站員[4]。
- 1947年4月16日：廢除旅客車站的限制[3]。
- 1975年11月15日：衣浦臨海鐵道半田線開通。此站終止貨物起卸業務[3]。同日此站成為無人車站[4]。
- 1987年4月1日：隨國鐵分割民營化，車站由東海旅客鐵道（JR東海）營運。
- 1998年：隨著12月實施時間表修正，增加一座月台[5]。
- 2000年：站前設置單車停泊處。
- 2006年11月25日：此站開始可以使用IC卡「TOICA」。
- 2013年10月1日：引入「集中旅客服務系統」後，增設自動售票機和自動閘機[6][7]。

### 貨物業務
東成岩站在1933年啟用初期沒有貨運業務，在1945年5月才開設貨運業務。但不是所有貨物可於此站起卸，只有在專用線到發的車載貨物才可起卸。
關於車站連接的專用線中，包括了前往車站東邊的的川崎製鐵知多製造所（現時：JFE鋼鐵知多製造所）。根據在1970年發布的專用線一覧表，專用線的總長度為2.9公里。在該專用線中，會運送原材料前往工場，也會運送製成品離開工場。在1975年11月東成岩站終止起卸業務後，前往該工場的路線改經當時啟用的衣浦臨海鐵道半田線（連接新半田站），直至1996年（平成8年）3月為止。

## 車站構造
車站是一座地面車站，設有2面2線相對式月台，可進行列車交會。半田線路軌在北邊分支。行走於武豐線和半田線直通的貨物列車在2號月台南的機走線替換機車並進行折返。雖然武豐線在2015年3月電氣化，但機走線中仍然會有柴油機車行走，該路軌仍然是非電氣化。
車站大樓位於1號月台側。月台與大樓之間設有站內平交道。此站是由大府站管理的無人車站。JR東海在2013年10月1日起，於線內6個車站（包括此站）引入「集中旅客服務系統」，增設自動售票機和自動閘機，以遠端方法管理車站。

### 月台
| 月台 | 路線   | 上下行 | 方向             |
| ---- | ------ | ------ | ---------------- |
| 1    | 武豐線 | 上行   | 大府、名古屋方向 |
| 2    | 武豐線 | 下行   | 武豊方向         |

## 使用狀況

### 旅客
根據「愛知縣統計年鑑」和「知多半島之統計」，以下為1日平均乘車人次列表：
| 1日平均乘車人次變化 | 1日平均乘車人次變化 | 1日平均乘車人次變化      |
| 年度                | 乘車人次            | 參考資料、備註           |
| ------------------- | ------------------- | ------------------------ |
| 1950年度            | 259人               | [ 統計 1 ]               |
| 1951年度            | 270人               | [ 統計 2 ]               |
| 1952年度            | 240人               | [ 統計 3 ]               |
| 1953年度            | 228人               | [ 統計 4 ]               |
| 1954年度            | 246人               | [ 統計 5 ]               |
| 1955年度            | 237人               | [ 統計 6 ]               |
| 1956年度            | 252人               | [ 統計 7 ]               |
| 1957年度            | 253人               | [ 統計 8 ]               |
| 1958年度            | 227人               | [ 統計 9 ]               |
| 1959年度            | 261人               | [ 統計 10 ]              |
| 1960年度            | 329人               | [ 統計 11 ]              |
| 1961年度            | 393人               | [ 統計 12 ]              |
| 1962年度            | 357人               | [ 統計 13 ]              |
| 1963年度            | 365人               | [ 統計 14 ]              |
| 1964年度            | 351人               | [ 統計 15 ]              |
| 1965年度            | 359人               | [ 統計 16 ]              |
| 1966年度            | 370人               | [ 統計 17 ]              |
| 1967年度            | 344人               | [ 統計 18 ]              |
| 1968年度            | 337人               | [ 統計 19 ]              |
| 1969年度            | 309人               | [ 統計 20 ]              |
| 1970年度            | 288人               | [ 統計 21 ]              |
| 1971年度            | 257人               | [ 統計 22 ]              |
| 1972年度            | 250人               | [ 統計 23 ]              |
| 1973年度            | 232人               | [ 統計 24 ]              |
| 1974年度            | 265人               | [ 統計 25 ]              |
| 1975年度            | 179人               | [ 統計 26 ]              |
| 1976年度            | 176人               | [ 統計 27 ]              |
| 1977年度            | 177人               | [ 統計 28 ]              |
| 1978年度            | 156人               | [ 統計 29 ]              |
| 1979年度            | 146人               | [ 統計 30 ]              |
| 1980年度            | 127人               | [ 統計 31 ]              |
| 1981年度            | 141人               | [ 統計 32 ]              |
| 1982年度            | 177人               | [ 統計 33 ]              |
| 1983年度            | 138人               | [ 統計 34 ]              |
| 1984年度            | 134人               | [ 統計 35 ]              |
| 1985年度            | 121人               | 1950年度以後為最少人使用 |
| 1986年度            | 132人               | [ 統計 37 ]              |
| 1987年度            | 141人               | [ 統計 38 ]              |
| 1988年度            | 152人               | [ 統計 39 ]              |
| 1989年度            | 170人               | [ 統計 40 ]              |
| 1990年度            | 217人               | [ 統計 41 ]              |
| 1991年度            | 250人               | [ 統計 42 ]              |
| 1992年度            | 246人               | [ 統計 43 ]              |
| 1993年度            | 276人               | [ 統計 44 ]              |
| 1994年度            | 271人               | [ 統計 45 ]              |
| 1995年度            | 280人               | [ 統計 46 ]              |
| 1996年度            | 270人               | [ 統計 47 ] [ 統計 48 ]  |
| 1997年度            | 288人               | [ 統計 49 ] [ 統計 48 ]  |
| 1998年度            | 307人               | [ 統計 50 ] [ 統計 51 ]  |
| 1999年度            | 299人               | [ 統計 52 ] [ 統計 53 ]  |
| 2000年度            | 322人               | [ 統計 53 ]              |
| 2001年度            | 373人               | [ 統計 53 ]              |
| 2002年度            | 400人               | [ 統計 54 ]              |
| 2003年度            | 404人               | [ 統計 54 ]              |
| 2004年度            | 418人               | [ 統計 54 ]              |
| 2005年度            | 451人               | [ 統計 55 ]              |
| 2006年度            | 478人               | [ 統計 55 ]              |
| 2007年度            | 516人               | [ 統計 55 ]              |
| 2008年度            | 533人               | [ 統計 56 ]              |
| 2009年度            | 502人               | [ 統計 56 ]              |
| 2010年度            | 483人               | [ 統計 56 ]              |
| 2011年度            | 482人               | [ 統計 57 ]              |
| 2012年度            | 482人               | [ 統計 58 ]              |
| 2013年度            | 539人               | [ 統計 58 ]              |
| 2014年度            | 583人               | [ 統計 59 ]              |
| 2015年度            | 591人               | [ 統計 60 ]              |
| 2016年度            | 600人               | [ 統計 61 ]              |
| 2017年度            | 609人               | [ 統計 62 ]              |
| 2018年度            | 615人               | 1950年度以後為最多人使用 |
| 2019年度            | 594人               | [ 統計 63 ]              |

近年名鐵青山站的使用人次在所下降，而此站近年的使用人次有增加的傾向。

### 貨物
以下為1950年度起，直至貨物起卸廢止1975年度前的貨物取扱量（發送、到達公噸數）列表。
| 貨物起卸量變化            | 貨物起卸量變化 | 貨物起卸量變化 |
| 年度                      | 發送           | 到達           |
| ------------------------- | -------------- | -------------- |
| 1950年度                  | 35,523t        | 93,886t        |
| 1951年度                  | 41,228t        | 101,128t       |
| 1952年度                  | 46,204t        | 69,358t        |
| 1953年度                  | 51,629t        | 86,197t        |
| 1954年度                  | 30,306t        | 43,306t        |
| 1955年度                  | 12,056t        | 32,739t        |
| 1956年度                  | 13,163t        | 42,630t        |
| 1957年度                  | 10,992t        | 35,115t        |
| 1958年度                  | 9,334t         | 22,316t        |
| 1959年度                  | 9,688t         | 24,565t        |
| 1960年度                  | 11,348t        | 26,102t        |
| 1961年度                  | 18,416t        | 33,457t        |
| 1962年度                  | 11,237t        | 23,014t        |
| 1963年度                  | 12,212t        | 23,944t        |
| 1964年度                  | 23,100t        | 30,006t        |
| 1965年度                  | 26,856t        | 28,453t        |
| 1966年度                  | 27,880t        | 30,136t        |
| 1967年度                  | 27,584t        | 32,115t        |
| 1968年度                  | 12,370t        | 28,718t        |
| 1969年度                  | 14,590t        | 35,428t        |
| 1970年度                  | 15,671t        | 33,071t        |
| 1971年度                  | 25,323t        | 19,757t        |
| 1972年度                  | 29,874t        | 11,973t        |
| 1973年度                  | 23,361t        | 8,441t         |
| 1974年度                  | 14,899t        | 6,597t         |
| 1975年度                  | 7,429t         | 3,482t         |
| ※參考資料與乘車人次相同。 |                |                |

## 停靠列車
所有列車停靠東成岩站。在2018年3月時間表修正前，快速列車會停靠此站。

## 車站周邊
- JFE鋼鐵知多製造所（日语：JFEスチール知多製造所）
- 名古屋鐵道（名鐵）河和線青山站（舊名：南成岩站）
- 半田Korona World（日语：コロナグループ）
- AEON半田店（日语：イオン半田店）
- 唐吉訶德半田店
- 半田市地區路線巴士（日语：半田市地区路線バス）「Gonkuru」
  - 青山・成岩線 - 半田Korona World西巴士站

## 相鄰車站
東海旅客鐵道（JR東海）
 武豐線
■區間快速、■普通
半田（CE07）－東成岩（CE08）－武豐（CE09）
衣浦臨海鐵道
半田線
東成岩－半田埠頭

## 注腳

### 統計
1. ↑  《愛知縣統計年鑑》昭和27年度刊，326頁
2. ↑  《愛知縣統計年鑑》昭和28年度刊，310頁
3. ↑  《愛知縣統計年鑑》昭和29年度刊，329頁
4. ↑  《愛知縣統計年鑑》昭和30年度刊，305頁
5. ↑  《愛知縣統計年鑑》昭和31年度刊，303頁
6. ↑  《愛知縣統計年鑑》昭和32年度刊，319頁
7. ↑  《愛知縣統計年鑑》昭和33年度刊，335頁
8. ↑  《愛知縣統計年鑑》昭和34年度刊，379頁
9. ↑  《愛知縣統計年鑑》昭和35年度刊，292頁
10. ↑  《愛知縣統計年鑑》昭和36年度刊，261頁
11. ↑  《愛知縣統計年鑑》昭和37年度刊，325頁
12. ↑  《愛知縣統計年鑑》昭和38年度刊，297頁
13. ↑  《愛知縣統計年鑑》昭和39年度刊，299頁
14. ↑  《愛知縣統計年鑑》昭和40年度刊，263頁
15. ↑  《愛知縣統計年鑑》昭和41年度刊，239頁
16. ↑  《愛知縣統計年鑑》昭和42年度刊，262頁
17. ↑  《愛知縣統計年鑑》昭和43年度刊，192頁
18. ↑  《愛知縣統計年鑑》昭和44年度刊，196頁
19. ↑  《愛知縣統計年鑑》昭和45年度刊，204頁
20. ↑  《愛知縣統計年鑑》昭和46年度刊，228頁
21. ↑  《愛知縣統計年鑑》昭和47年度刊，237頁
22. ↑  《愛知縣統計年鑑》昭和48年度刊，217頁
23. ↑  《愛知縣統計年鑑》昭和49年度刊，214頁
24. ↑  《愛知縣統計年鑑》昭和50年度刊，221頁
25. ↑  《愛知縣統計年鑑》昭和51年度刊，225頁
26. ↑  《愛知縣統計年鑑》昭和52年度刊，217頁
27. ↑  《愛知縣統計年鑑》昭和53年度刊，231頁
28. ↑  《愛知縣統計年鑑》昭和54年度刊，233頁
29. ↑  《愛知縣統計年鑑》昭和55年度刊，221頁
30. ↑  《愛知縣統計年鑑》昭和56年度刊，227頁
31. ↑  《愛知縣統計年鑑》昭和57年度刊，239頁
32. ↑  《愛知縣統計年鑑》昭和58年度刊，223頁
33. ↑  《愛知縣統計年鑑》昭和59年度刊，223頁
34. ↑  《愛知縣統計年鑑》昭和60年度刊，241頁
35. ↑  《愛知縣統計年鑑》昭和61年度刊，235頁
36. ↑  《愛知縣統計年鑑》昭和62年度刊，223頁
37. ↑  《愛知縣統計年鑑》昭和63年度刊，223頁
38. ↑  《愛知縣統計年鑑》平成元年度刊，225頁
39. ↑  《愛知縣統計年鑑》平成2年度刊，223頁
40. ↑  《愛知縣統計年鑑》平成3年度刊，225頁
41. ↑  《愛知縣統計年鑑》平成4年度刊，229頁
42. ↑  《愛知縣統計年鑑》平成5年度刊，221頁
43. ↑  《愛知縣統計年鑑》平成6年度刊，221頁
44. ↑  《愛知縣統計年鑑》平成7年度刊，239頁
45. ↑  《愛知縣統計年鑑》平成8年度刊，241頁
46. ↑  《愛知縣統計年鑑》平成9年度刊，243頁
47. ↑  《愛知縣統計年鑑》平成10年度刊，241頁
48. 1 2  《知多半島之統計》平成11年版，46頁
49. ↑  《愛知縣統計年鑑》平成11年度刊，241頁
50. ↑  《愛知縣統計年鑑》平成12年度刊，239頁
51. ↑  《知多半島之統計》平成12年版，46頁
52. ↑  《愛知縣統計年鑑》平成13年度刊，240頁
53. 1 2 3  《知多半島之統計》平成15年版，46頁
54. 1 2 3  《知多半島之統計》平成18年版，114頁
55. 1 2 3  《知多半島之統計》平成21年版，43頁
56. 1 2 3  《知多半島之統計》平成24年版，43頁
57. ↑  《知多半島之統計》平成25年版，43頁
58. 1 2  《知多半島之統計》平成27年版，43頁
59. ↑  《知多半島之統計》平成28年版，43頁
60. ↑  《知多半島之統計》平成29年版，43頁
61. ↑  《知多半島之統計》平成30年版，43頁
62. 1 2  《知多半島之統計》令和元年版，43頁
63. ↑  《知多半島之統計》令和2年版，43頁